# Česká volejbalová extraliga žen
Česká volejbalová extraliga žen je nejvyšší ženská volejbalová soutěž v České republice. Hraje se od sezóny 1992/1993. Úřadujícími mistryněmi jsou Šelmy Brno (2024).

## Název soutěže
- 1992–2005 – Volejbalová extraliga žen
- 2005–2007 – ArginMax volejbalová extraliga žen
- 2007–2010 – Volejbalová extraliga žen
- 2010–dosud – UNIQA volejbalová extraliga žen

## Přehled medailistek
| Sezona  | Zlato                                       | Stříbro                                     | Bronz                                       |
| 1992–93 | SK UP Olomouc                               | PVK Olymp Praha                             | KP Brno                                     |
| 1993–94 | UP Mora Olomouc                             | KP Brno                                     |                                             |
| 1994–95 | UP Mora Olomouc                             | PVK Olymp Praha                             | KP Brno                                     |
| 1995–96 | UP Mora Olomouc                             | PVK Olymp Praha                             | KP Brno                                     |
| 1996–97 | PVK Olymp Praha                             | SK Frenštát pod Radhoštěm                   | KP Brno / SK UP Olomouc                     |
| 1997–98 | SK Lapos Frenštát pod Radhoštěm             | PVK Olymp Praha                             | KP Brno                                     |
| 1998–99 | PVK Olymp Praha                             | SK Lapos Frenštát pod Radhoštěm             | SK UP Olomouc                               |
| 1999–00 | SK Lapos Frenštát pod Radhoštěm             | PC-DIR KP Brno                              |                                             |
| 2000–01 | SK Radegast Lapos Frenštát pod Radhoštěm    | PC-DIR KP Brno                              |                                             |
| 2001–02 | VK KP Brno                                  | PVK Olymp Praha                             | SK Lapos Frenštát pod Radhoštěm             |
| 2002–03 | VK KP Brno                                  | PVK Olymp Praha                             | SK UP Olomouc                               |
| 2003–04 | VK KP Brno                                  | PVK Olymp Praha                             | TJ Sokol Frýdek-Místek                      |
| 2004–05 | PVK Olymp Praha                             | TJ Sokol Frýdek-Místek                      | VK KP Brno                                  |
| 2005–06 | VK KP Brno                                  | SK Slavia Praha                             | PVK Olymp Praha                             |
| 2006–07 | VK KP Brno                                  | PVK Olymp Praha                             | SK Slavia Praha                             |
| 2007–08 | PVK Olymp Praha                             | SK UP Olomouc                               | VK KP Brno                                  |
| 2008–09 | VK Prostějov                                | VK KP Brno                                  | SK UP Olomouc                               |
| 2009–10 | VK Prostějov                                | VK KP Brno                                  | PVK Olymp Praha                             |
| 2010–11 | VK Prostějov                                | SK UP Olomouc                               | VK KP Brno                                  |
| 2011–12 | VK Modřanská Prostějov                      | PVK Olymp Praha                             | SK UP Olomouc                               |
| 2012–13 | VK Agel Prostějov                           | PVK Olymp Praha                             | SK UP Olomouc                               |
| 2013–14 | VK Agel Prostějov                           | PVK Olymp Praha                             | SK UP Olomouc                               |
| 2014–15 | VK Agel Prostějov                           | PVK Olymp Praha                             | TJ Sokol Frýdek-Místek                      |
| 2015–16 | VK Agel Prostějov                           | VK UP Olomouc                               | VK Ostrava                                  |
| 2016–17 | VK Agel Prostějov                           | VK UP Olomouc                               | VK KP Brno                                  |
| 2017–18 | VK Agel Prostějov                           | VK UP Olomouc                               | VK Ostrava                                  |
| 2018–19 | VK UP Olomouc                               | VK Agel Prostějov                           | VK Dukla Liberec                            |
| 2019–20 | sezóna nedokončena kvůli pandemii covidu-19 | sezóna nedokončena kvůli pandemii covidu-19 | sezóna nedokončena kvůli pandemii covidu-19 |
| 2020–21 | VK Dukla Liberec                            | PVK Olymp Praha                             | VK UP Olomouc                               |
| 2021–22 | VK Agel Prostějov                           | VK KP Brno                                  | VK Dukla Liberec                            |
| 2022–23 | VK KP Brno                                  | Šelmy Brno                                  | VK Dukla Liberec                            |
| 2023–24 | Šelmy Brno                                  | VK Dukla Liberec                            | VK Agel Prostějov                           |